# Maury Microwave
Maury Microwave (kurz: Maury) ist ein US‑amerikanischer Hersteller von Komponenten für die Hochfrequenz- (HF) und Mikrowellentechnik, speziell für die HF‑Messtechnik. Hauptsitz ist die kalifornische Stadt Ontario, gut 50 km östlich von Los Angeles.

## Produkte
Unter dem Motto Your Calibration, Measurement and Modeling Solutions Partner (deutsch „Ihr Partner für Kalibrier-, Mess- und Modellierlösungen“) liefert das Unternehmen Adapter, Kabel, Dämpfungsglieder und insbesondere Kalibrierstandards für die Kalibrierung von Netzwerkanalysatoren. Diese gibt es für diverse koaxiale Systeme (wie N, 3,5 mm, 2,92 mm, 2,4 mm, 1,85 mm) und als Hohlleiterausführungen. Ergänzt wird dieses Angebot durch Impedanztransformatoren, Rauschmessplätze, passende Software und Weiteres, wie beispielsweise Gage Kits (Messuhrensätze).
Einer der strategischen Partner von Maury ist der Messgerätehersteller Keysight Technologies im ebenfalls kalifornischen Santa Rosa.

## Geschichte
Die Firma wurde im Jahr 1957 durch Mario sen., Mario jun. und Marc Maury gegründet. Im Jahr 1969 bezogen sie ein eigenes Hauptquartier und gaben ihren ersten Produktkatalog heraus. Befördert und angetrieben durch Aufträge diverser staatlicher Stellen, darunter das Verteidigungsministerium der Vereinigten Staaten, erlebte das Unternehmen in den 1970er-Jahren einen rasanten Aufschwung. Der damals weltweit führende Hersteller für HF‑Messtechnik, Hewlett Packard (HP) mit Sitz im kalifornischen Palo Alto, ging im Jahr 1983 eine strategische Partnerschaft mit Maury ein, um Präzisions-Kalibriersätze (Cal Kits) für seinen neu eingeführten Netzwerkanalysator HP 8510 bereitstellen zu können.
Im Jahr 2001 wurde die Partnerschaft mit HPs Nachfolger Agilent erneuert und ausgeweitet, unter anderem auch auf Messsysteme mit anderen Bezugswiderständen als den üblichen 50 Ω (Ohm). Im Jahr 2010 kamen weitere strategische Partnerschaften mit chinesischen Herstellern (Anteverta und AMCAD) hinzu. Inzwischen hat Maury auch ein Labor in den Niederlanden eröffnet und arbeitet dort mit der Technischen Universität Delft zusammen.